# Hemipterodes rotundata
Hemipterodes rotundata là một loài bướm đêm trong họ Geometridae.